# Komisz kamaszok Indiában
A Komisz kamaszok indiában (eredeti cím: Zoop in India) 2006-ban bemutatott holland film, amelyet Johan Nijenhuis rendezett. 
Hollandiában 2006. június 29-én mutatták be.

## Cselekmény
Az állatkertben egy tinikorosztályú csapat végzi a munkát, akik meghallják hírét, hogy Indiában elraboltak rengeteg sok elefántot és az elefántokat egy ismeretlen helyre zárták be. Útrakel a csapat, hogy segítsenek az elrabolt elefántokon. Amíg a csapat egyik fele az elefántok után kutat, addig a csapat másik fele egy nyomkövetés során eljut Bollywood-ba. Az ifjú csapat egy filmforgatásban részesül, veszélyekkel szemben védekeznek a dzsungelben, egy kiselefánttal megbarátkoznak, miközben a veszélyes csempészekkel leszámolnak, akik az elefántcsontban utaznak.

## Szereplők
| Szereplő            | Színész        | Magyar hang |
| ------------------- | -------------- | ----------- |
| Thakur              | Tarun Anand    | N/A         |
| Filo Schilt         | Kim Boekhoorn  | N/A         |
| Bastiaan van Diemen | Ewout Genemans | N/A         |
| Önmaga              | Marco Borsato  | N/A         |
| Moes Brinksma       | Jon Karthaus   | N/A         |
| Siegfried Schilt    | Ernst Löw      | N/A         |
| Gaby Komproe        | Sabine Koning  | N/A         |

## Televíziós megjelenések
HBO, Film+, Film+ 2, M1